# Поколения подводных лодок
Поколения подводных лодок — условная классификация подводных лодок (ПЛ), построенных после Второй мировой войны.
Понятие «поколения подводных лодок» никогда не было определено нормативно, поэтому причисление ПЛ конкретных проектов к тому или иному поколению носит несколько субъективный характер. Наиболее чётко разграничение по поколениям прослеживается для атомных подводных лодок (АПЛ) СССР/России. Смена поколений никогда не происходила резким скачком, зачастую последние подводные лодки предыдущего поколения вводились в строй позже первых лодок последующего поколения. Подводные лодки относят к определённому поколению на основании совокупности характеристик, качественно меняющих её шансы на успешное боевое применение в условиях быстро развивающейся противолодочной обороны. Применительно к подводным лодкам, понятие поколений возникло при появлении атомных подводных лодок. Это обусловливалось тем, что в ходе гонки вооружений наиболее радикальной технической модернизации подвергались в первую очередь АПЛ, причём усовершенствования приводили к качественным скачкам в развитии подводного кораблестроения. Понятие также применяется для неатомных подлодок, так как для сохранения боевых качеств подлодок в условиях развивающихся противолодочных средств требовались кардинальные перемены в архитектуре и параметрах субмарин вообще.

## Предыстория
Борьба между подводными лодками и противолодочными средствами ведётся с самого зарождения подводных сил, с переменным успехом. Часто, изобретение новых противолодочных средств, таких как гидролокатор, ставили под вопрос хоть какую-то эффективность существующих подводных лодок. (Как потом показала практика, гидролокатор сделал неэффективными лишь неоснащённые им же подлодки.) И наоборот, усовершенствования конструкции, оснащения или вооружения подводных лодок резко увеличивали их возможности. Серьёзно борьба обострялась в период первой и второй мировых войн, опыт которых показал, сколь эффективным может быть этот новый класс кораблей. После Второй мировой войны, борьба продолжилась в ходе гонки вооружений холодной войны. С неё и ведётся отсчёт поколений подводных лодок.

## Первое поколение
Период с 1945 года по 1960 год характерен использованием послевоенного опыта, особенно — наработок нацистской Германии, появлением на подлодках сравнительно совершенных гидроакустических и радиолокационных средств, проведением экспериментов и поиском оптимального облика новых субмарин. Формы корпуса подводных лодок первого поколения как правило были оптимизированы для надводного хода, атомные энергетические установки были несовершенны и небезопасны, срок работы реактора между перезарядками топлива не превышал пяти лет. В энергетических установках неатомных ПЛ помимо классической дизель-электрической схемы использовались воздухонезависимые дизели и парогазовые турбины, работающие по циклу Вальтера.

### США
Первой атомной ПЛ была построенная в 1954 году в США субмарина «Наутилус». Она же послужила стимулом начала строительства атомных ПЛ в СССР. Подводная лодка USS Seawolf (SSN-575), вошедшая в строй в 1957 году, была оборудована первым (и единственным в ВМС США) корабельным реактором с жидкометаллическим теплоносителем. Четыре подводные лодки типа «Скейт», вошедшие в строй в 1957—1959 гг., стали первыми серийными АПЛ. В 1960 году вошла в строй заложенная как дизельная, но достроенная как атомная подводная лодка USS Halibut (SSN-587), на вооружении которой стояли крылатые ракеты SSM-N-8 Regulus. Все эти АПЛ имели по одному ядерному реактору и по две линии вала. АПЛ USS Triton (SSN-586) была первой и единственной в американском флоте двухреакторной подводной лодкой и двумя линиями вала. Корпуса всех этих АПЛ первого поколения были оптимизированы для надводного хода. Скорость подводного хода составляла 20-23 узла, за исключением двухреакторной ПЛ «Тритон», которая развивала под водой свыше 27 узлов, а в надводном положении — свыше 30 узлов. В составе главных энергетических установок использовались корабельные реакторы нескольких типов второго, третьего и четвёртого поколений (реакторами первого поколения были созданные на базе наземных прототипов). В электро-энергетических системах применялся переменный ток, получаемый от автономных турбогенераторов, как это осталось на всех последующих АПЛ. Шумность этих лодок была весьма высокой, а гидроакустическое вооружение довольно слабыми.
Для разрешения этой проблемы были разработаны два проекта АПЛ, хронологически относящиеся к первому поколению, но по ряду показателей — ко второму (то есть к поколению 1+ или 1++). В 1960 году на воду была спущена АПЛ USS Tullibee (SSN-579), значительно менее шумная чем другие АПЛ. Это было достигнуто за счёт отказа от использования главного турбозубчатого агрегата (ГТЗА). Вместо него гребной винт вращался при помощи малошумного электродвигателя, получающего питание от главного бортового турбогенератора. (То есть АПЛ получилась атомным турбо-электроходом, а бортовая ядерная двигательная установка в ядерный энергоблок.) Этот принцип полного электродвижения позже будет использован на одной экспериментальной АПЛ второго поколения, на неатомных ПЛ третьего и частично на атомных ПЛ третьего и четвёртого поколения. Кроме того, «Таллиби» была первой АПЛ, оснащённой сферической гидроакустической антенной, размещённой в носовом обтекателе. Из-за больших размеров антенны торпедные аппараты пришлось разместить в средней части корпуса, что также стало характерным для АПЛ более поздней постройки. Подводные лодки типа «Скипджек» вошли с строй в 1959—1964 гг. Эти шесть субмарин имели на вооружении не только торпеды, но и противолодочные ракеты. «Альбакоровская» форма корпуса и одновальные энергетические установки, созданные на основе реактора повышенной мощности пятого поколения типа S5W, позволяли этим АПЛ в режиме подводного хода развивать скорость до 30 узлов. Такие же формы корпусов, схема энергоблоков и даже реакторы типа S5W будут у большинства американских АПЛ второго поколения.
Неатомные субмарины представлены многочисленными кораблями военного времени, усовершенствованными по программе GUPPY. Впоследствии значительная часть этих подлодок была распродана различным странам. Небольшие послевоенные серии «Тэнг» и «Барбел», а также несколько экспериментальных субмарин, включая революционную USS Albacore (AGSS-569), ознаменовали завершение строительства в США неатомных подводных лодок. Хотя построенная в 1953 году ПЛ USS Albacore (AGSS-569) и вступившие в строй в 1959 году три подводные лодки типа «Барбел» хронологически относятся к первому поколению, но по скорости подводного хода (33 узла у «Альбакора» и 25,1 узла у «Барбела») они превосходят американские ПЛ последующих поколений, уступая в этом лишь советским ПЛ. Это стало возможным благодаря тому, что их корпуса были максимально оптимизированы для подводного хода, убраны выступающие части, до минимума сведён объём проницаемой части корпуса. Такой тип корпуса и его вариации получил название «альбакоровского» и стал классическим для атомных ПЛ второго и последующих поколений.

### СССР
Первой советской атомной подводной лодкой стала спущенная на воду в 1957 году и вступившая в строй в 1958 году К-3 проекта 627.
В отличие от первых американских АПЛ, которые представляли собой экспериментальные образцы, советские АПЛ первого поколения изначально строились как серийные модели, оснащённые торпедами, баллистическими и крылатыми ракетами. Ввиду недостаточного опыта в создании корабельных ядерных энергетических установок советские подлодки оснащались двумя независимыми реакторами и турбинами, что с одной стороны существенно повышало скорость и надёжность кораблей, но с другой стороны повышало шумность. Все советские АПЛ были укомплектованы водо-водяными реакторами мощностью 70 МВт, кроме одной экспериментальной АПЛ проекта 645, на которой были установлены реакторы с ЖМТ. Основным недостатком ЯЭУ первого поколения была большая протяжённость трубопроводов первого контура, что часто приводило к протечкам и, как следствие, к радиационным загрязнениям внутренних пространств на борту. Электро-энергетическая система была выполнена на постоянном токе, вырабатываемым турбогенераторами, навешенными на главные линии вала. Это позволило использовать наработки, полученные при проектировании ЭЭС дизель-электрических ПЛ, но делало техническое обслуживание бортового тягового электрооборудования более сложным по сравнению с электрооборудованием переменного тока. Обводы корпуса торпедных АПЛ изначально были оптимизированы для подводного хода. Ракетных — для надводного хода, так как старт ракет производился в надводном положении. Советские АПЛ имели значительно больший, чем американские, запас плавучести, что обеспечивало выполнение одноотсечного стандарта надводной непотопляемости (то есть ПЛ должна была оставаться на плаву при затоплении одного отсека и двух, прилегающих к нему с одного борта, цистерн главного балласта; эта особенность сохранилась и на АПЛ всех последующих поколений.)
Советские АПЛ первого поколения:
- торпедные (ПЛАТ): 13 шт по проектам 627 и 627А, проектировались в СКБ-143 (сейчас «Малахит»), строились в Северодвинске, вступили в строй в 1958—1964 гг; 1 экспериментальная АПЛ проекта 645, оснащённая реакторами с ЖМТ (в остальном аналогичная АПЛ проекта 627А), вступившая в строй в 1962 году.
- ракетные (проектировались в ЦКБ-18 «Рубин»)
  - ПЛАРК 
 5 шт. по проекту 659 (строились в Комсомольске-на-Амуре), вступившие в строй в 1961—1963 гг., а в 1968—1975 гг. переоборудованные в торпедные лодки по проекту 659Т; а также 29 шт. по проекту 675 (1963—1968 гг.)
  - ПЛАРБ 
 8 шт. проекта 658 (вооружённые тремя ракетами с надводным стартом, вступившие в строй в 1960—1962 гг., в 1960-е гг. 7 из них были модернизированы по проекту 658М, получив ракеты увеличенной дальности, стартующие из-под воды, а одна лодка в начале 1970-х годов была модернизирована по проекту 701, получив 6 ракет Р-29 межконтинентальной дальности).

Первое послевоенное поколение советских дизельных подводных лодок представлено массовыми проектами 611, 613 и А615 (единственная в мире серийная ПЛ, оснащённая воздухонезависимой дизельной установкой подводного хода), а также одной экспериментальной ПЛ С-99 проекта 617, у которой обычная дизель-электрическая схема энергоустановки была дополнена воздухонезависимой парогазовой турбиной. Часть лодок 611 проекта была переоборудована в носителей баллистических ракет (пр. АВ611), а часть лодок 613 проекта — в носители крылатых ракет (пр. 644 и 665).
Дальнейшим развитием ПЛ проекта 611 стали подводные лодки проекта 641, вступившие в строй с 1959 по 1973 гг., а развитием проекта 613 стали подводные лодки проекта 633, вступившие в строй с 1957 по 1961 гг. У этих ПЛ в сравнении с их предшественницами были увеличены глубина погружения и автономность (за счёт улучшения условий размещения личного состава), улучшена скрытность. Вооружение и энергоустановка значительных изменений не претерпели. На базе проекта 641 были разработаны подводные лодки проекта 629, вступившие в строй с 1959 по 1962 гг., имевшие на вооружении по три баллистических ракеты. Одна из этих лодок была достроена по изменённому проекту 629Б, а другие модернизированы по проектам 629А, 629Р, 605, 601, 619. Изменения касались только вооружения и связанных с ним корпусных конструкций, энергоустановка осталась прежней. В 1963—1968 гг. в СССР были приняты на вооружение 16 дизель-электрических ПЛ проекта 651 с крылатыми ракетами. Лодки этого проекта отличались более мощной энергоустановкой, улучшенными условиями размещения личного состава.
Для резкого повышения боевых возможностей ПЛ разрабатывался проект оснащения дизель-электрических подводных лодок вспомогательной энергетической установкой на базе специального маломощного атомного реактора, реализованный в 1985 году на одной ПЛ проекта 651, переоборудованной по проекту 651Э.
Лодки первого и частично второго поколений не отличались сбалансированностью тактико-технических элементов. Основное внимание уделялось таким характеристикам как скорость и глубина погружения. Но высокая шумность и несовершенство систем гидроакустики делали советские лодки глухой и удобной целью. Только в середины 1970-х годов ситуация изменилась.

### Подводные лодки I поколения
- USS Nautilus (SSN-571)
- тип «Скейт»
- проект 611 (д/э)
- проект 627А
- проект 641
- проект 675

## Второе поколение
Период охватывает примерно 1960—1975 годы. Предпосылками появления второго поколения послевоенных субмарин стало накопление опыта эксплуатации корабельных атомных энергоблоков и двигательных установок, значительный научный и технологический прогресс, а также ужесточение требований моряков к новым кораблям.
Основными характерными чертами подлодок второго поколения стали оптимизация формы корпуса для подводного хода (подводные лодки окончательно стали подводными в полном смысле слова), что привело к росту стандартных скоростей подводного хода до 25-30 узлов, а у двух проектов советских АПЛ — свыше 40 узлов. Установка новых систем гидроакустики приводила к увеличению объёма носовой оконечности, а появление самонаводящихся торпед позволило отказаться от кормовых торпедных аппаратов. Совершенствование лодочных атомных реакторов позволило резко повысить их надёжность и безопасность. Срок службы реактора на одном заряде топливом удлинился примерно вдвое. Много внимания уделялось снижению шумности ПЛ, как за счёт тщательной амортизации работающих механизмов, так и за счёт применения звукопоглощающих покрытий.

### СССР
К проектированию лодок второго поколения дополнительно привлекли Ленинградское ЦКБ-16 (ныне подразделение СПМБМ «Малахит»), и Горьковское СКБ-112 (ныне ЦКБ «Лазурит»). Строительством занимались уже пять заводов: Севмашпредприятие, завод им. Ленинского комсомола, Ленинградский Адмиралтейский завод и Судомех (позднее объединённые и ныне известные как «Адмиралтейские верфи»), Горьковский завод «Красное Сормово».
Большая часть АПЛ второго поколения имела стальные корпуса и была оснащена водо-водяными ядерными реакторами мощностью 90 МВт с периодом перезарядки активной зоны реактора в 8 лет. Исключение составляли АПЛ проекта 661 с титановым корпусом и двумя водо-водяными реакторами мощностью по 177,4 МВт и АПЛ проекта 705 с титановыми корпусами и реакторами с жидкометаллическим теплоносителем. Подлодочные парогенераторы стали изготавливаться в виде единого (интегрального) блока, что резко сократило протяжённость первого контура, повысило надёжность и безопасность ядерных энергоустановок. Основным родом электрического тока стал переменный, вырабатываемый автономными турбогенераторами. На АПЛ второго поколения начали использоваться системы электрохимической регенерации воздуха (до этого использовалась только химическая регенерация — менее эффективная и весьма опасная в обращении).
В 1967—1974 гг. СССР построили 34 АПЛ по проекту 667А «Навага». Впоследствии часть их была модернизирована по проектам 667АУ, 667АМ. Дальнейшим развитием проекта стали АПЛ проектов 667Б «Мурена» (18 шт. введены в строй в 1972—1978 гг.), 667БД «Мурена-М» (4 шт. введены в строй в 1975 г.), 667БДР «Кальмар» (14 шт. введены в строй в 1976—1982 гг.) и 667БДРМ «Дельфин» (7 шт. введены в строй в 1984—1990 гг.). На лодки проекта 667Б впервые в мире были установлены межконтинентальные баллистические ракеты, а проект 667БДР предусматривал оснащение ракетами с разделяющимися боевыми частями.
После достижения паритета между СССР и США в морских стратегических вооружениях и подписания международных соглашений по ограничению стратегических вооружений часть стратегических АПЛ переоборудовалась в носители крылатых ракет (пр. 667АТ «Груша» и 667М «Андромеда») и АПЛ специального назначения (пр. 09774 (667АН), 09786, 09787, 667АК «Аксон-1». 09780 «Аксон-2»).
В 1967—1980 гг. ВМФ СССР получил 18 АПЛ с тактическими противокорабельными ракетами, стартующими из-под воды: 17 АПЛ проектов 670 и 670М (первые советские одновальные подводные лодки с одним атомным реактором) и 1 АПЛ проекта 661. Построенная в 1969 г. АПЛ 661-го проекта в Северодвинске не имела мировых аналогов — она имела корпус полностью из титанового сплава и развивала скорость до 44,7 узла — рекорд, недостижимый даже для современных подлодок.
Развитие многоцелевых АПЛ шло по двум направлениям. В 1967—1992 гг. на трёх заводах были построены 48 АПЛ (проекты 671, 671РТ и 671РТМ), вооружённых торпедами и противолодочными ракетами. Это были одновальные лодки, но с двумя реакторами каждая. Подводные лодки проекта 671РТМ, как и ракетные АПЛ проекта 667БДРМ с новым радиоэлектронным вооружением, по своим характеристикам были промежуточными кораблями между вторым и третьим поколениями. Одновременно в 1971—1981 гг. создавались уникальные противолодочные АПЛ — по проекту 705, 705К. Эти скоростные титановые высокоавтоматизированные одновальные подлодки намного опередили своё время, но имели высокую шумность и были сложны в эксплуатации.
Всего построено 7 АПЛ этого типа с жидкометаллической АППУ.
К дизель-электрическим ПЛ второго поколения относятся 18 ПЛ проекта 641Б, построенные в 1973—1982 гг. Эти ПЛ первыми из советских дизель-электрических подлодок имели резиновое звукопоглощающее покрытие корпуса, что заметно повышало их скрытность. В качестве главных двигателей были установлены более современные дизели, хотя и несколько меньшей мощности. Начиная с этого проекта на ПЛ больше не устанавливались кормовые торпедные аппараты. В остальном эти лодки мало отличались от ПЛ проекта 641. Иногда ко второму поколению относят ПЛ проектов 633, 641, 629, 651, что едва ли оправдано, так как их технические характеристики мало отличались от ПЛ 611, 613 проектов, а характеристики вооружения не превосходили АПЛ 1-го поколения. Кроме того, ко второму поколению следует отнести Подводные лодки проекта 690 «Кефаль» (4 единицы построены в 1967—1970 годах). Это были лодки специального назначения — лодки-мишени, но могли использоваться и как боевые, так как имели по два торпедных аппарата. Особенностью проекта была одновальная энергоустановка и оптимизированные для подводного хода обводы корпуса.

### США
Уже в этот период Соединённые Штаты начали проводить политику максимальной унификации своих подводных атомоходов и крупносерийного их строительства. США отказались от использования «тяжёлых» крылатых ракет «Регулус», после чего двумя основными классами АПЛ стали многоцелевые АПЛ и АПЛ с баллистическими ракетами.
Многоцелевые АПЛ типа «Трешер/Пермит» (14 шт. в 1961—1968 гг.) стали первыми АПЛ, на которых был установлен гидроакустический комплекс типа BQQ-1, который вместе с последующими его модификациями стал обязательной принадлежностью всех последующих АПЛ США. Дальнейшим развитием проекта стали Подводные лодки типа «Стёджен» (37 шт. в 1971—1987 гг.), вооружённые торпедами, противолодочными и противокорабельными ракетами. Эти АПЛ имели несколько больший внутренний объём, возросшую с 400 до 600 м предельную глубину погружения и несколько уменьшенную скорость подводного хода (с 30 до 25 узлов). На базе этого проекта были построены две экспериментальные АПЛ: USS Narwhal (SSN-671) (1969 г.) с естественной циркуляцией теплоносителя первого контура и USS Glenard P. Lipscomb (SSN-685) (1974 г.) с полным электродвижением.
В 1959—1967 гг. США ввели с строй 41 АПЛ с баллистическими ракетами, причём за основу для первой серии стратегических АПЛ типа «Джордж Вашингтон» (5 шт. 1959—1961 гг.) был взят проект многоцелевой АПЛ «Скипджек». Последующие серии явились дальнейшим развитием этого проекта без существенного изменения конструкции корабля и его силовой установки, хотя и проектировались специально под размещение баллистических ракет: «Этэн Аллен» (5 шт. 1962—1963 гг.), «Лафайет» (9 шт. 1963—1964 гг.), «Джеймс Мэдисон» (10 шт. 1960—1964 гг.), «Бенджамин Франклин» (12 шт. 1962—1967 гг.). Основное внимание уделялось постепенному снижению шумности и совершенствованию ракетного вооружения. На вооружение последовательно принимались ракеты «Поларис» модификаций А1, А2, А3, «Посейдон» С3, «Трайдент» (С4). При этом все стратегические АПЛ несли по 16 баллистических ракет с дальностью стрельбы от 2200 км у А1 до 7400 км у С4 «Трайдент», с последовавшим за ними модификациями. Флот американских ракетных подлодок этого периода известен под обобщающим названием «41 на страже Свободы» (англ. «41 for Freedom»). Иногда АПЛ первых трёх серий относят к первому поколению, а АПЛ двух последних серий — ко второму, возможно потому, что на них была применена новая система старта ракет и устанавливался новый гидроакустический комплекс BQQ-2, а возможно потому, что эти ПЛАРБ были позже перевооружены на ракеты «Трайдент II C4». Иногда же, напротив, АПЛ трёх последних серий относят к одному типу, видимо из-за полного внешнего сходства и одинаковой «полуторакорпусной» конструкции корпуса. В любом случае это деление носит ретроперспективный характер.

### Подводные лодки II поколения
- тип «Джордж Вашингтон»
- тип «Трешер/Пермит»
- тип «Стёджен»
- проект 667А
- проект 670
- проект 671
- проект 705
- проект 667БДРМ

## Третье поколение
В начале 1980-х появились лодки третьего поколения. Они отличались существенно большим водоизмещением, более совершенным вооружением и лучшей обитаемостью. На этих лодках впервые установили оборудование для РЭБ. В качестве материала корпуса применялись специальные стальные сплавы, а для части советских АПЛ — титан, что позволило также создать первые глубоководные ПЛ (например АПЛ К-278 «Комсомолец» имела наибольшую рабочую глубину погружения — 1000 м).
Развитие подлодок в США и СССР происходило одновременно, но США полностью отказались от строительства неатомных ПЛ, оставив только два типа атомных подлодок: стратегические и многоцелевые. В СССР же решили не отказываться от дизель-электрических ПЛ и разрабатывать все 4 типа лодок. Это требовало от СССР бо́льших ресурсов, но было обосновано невозможностью использования флота ближнего действия союзников, тогда как США могли привлечь в качестве союзных сил неатомных подлодок союзников по НАТО.
К плюсам неатомных ПЛ можно отнести их ещё большую бесшумность.
Уже к середине 1970-х гг. стало понятно, что слишком большое разнообразие типов лодок создаёт множество проблем: высокие эксплуатационные издержки (в частности: усложнённость эксплуатации, необходимость переобучения личного состава, сложность перезарядки реакторов и утилизации) и связанная с этим сравнительная дороговизна эксплуатации ПЛ, сравнительно низкая техническая надёжность. Фактически, конструкторы первого и второго поколения ПЛ ограничивались только проектированием строительства, не уделяя должного внимания процессу эксплуатации (в том числе обслуживанию и утилизации).

### США
В рамках третьего поколения США добились максимальной унификации своих подводных лодок, сведя количество классов ПЛ к двум — многоцелевые и стратегические АПЛ (по одному проекту АПЛ в каждом классе). Эти лодки имели традиционную для американских АПЛ однокорпусную конструкцию, но у стратегических АПЛ была довольно сильно развита надстройка. Много внимания было уделено снижению шумности лодок и совершенствованию радиоэлектронного, особенно гидроакустического, вооружения. Особенностью реакторов АПЛ третьего поколения стало увеличение их ресурса вдвое по сравнению с реакторами АПЛ второго поколения. Теперь реактор мог проработать непрерывно на полной мощности 9-11 лет (у стратегических АПЛ) или 13 лет (у многоцелевых АПЛ), (предыдущие по 6-7 лет), а так как реальные режимы работы были более «щадящими», то это означало, что АПЛ могут без перезарядки активной зоны реактора проработать весь свой цикл активной эксплуатации 30 лет, а в случае одной перезарядки — 42-44 года.
Подводные лодки типа «Лос-Анджелес» вводились в строй в 1976—1996 годах. Всего было построено 62 многоцелевых АПЛ этого типа. В виду большой длительности периода строительства в проект АПЛ вносились некоторые изменения. Так, на АПЛ, построенные после 1982 года, помимо четырёх торпедных аппаратов, установленных в средней части корпуса, стали устанавливать ещё и по 12 вертикальных шахт для запуска крылатых ракет «Томагавк». Первые АПЛ типа «Лос-Анджелес» (тип 688i) оснащались энергоустановкой с реактором S5W, а последующие (тип 688) — с реактором S6G шестого поколения реакторов с возможностью работы на естественной циркуляции. Начиная с 32-й лодки серии реакторы оснащались новой активной зоной мощностью 165 МВт (предыдущие имели активную зону мощностью 150 МВт); активные зоны этого же типа с повышенной мощностью устанавливались на АПЛ более ранней постройки при перезарядке их реакторов. Видимо этим объясняются разные оценки скорости подводного хода АПЛ, приводимые разными источниками: от 25 до 32, а кратковременно до 35 узлов. Начиная с 57-й лодки серии были убраны рубочные горизонтальные рули, а гребной винт стал более малошумным.
Подводные лодки типа «Огайо» введены в строй в 1981—1997 годах. Всего было построено 18 стратегических ракетоносцев этого типа, каждый из которых нёс по 24 межконтинентальные трёхступенчатые твердотопливные баллистические ракеты. Первые 8 АПЛ были вооружены ракетами «Трайдент I C4», последующие — ракетами «Трайдент II D5». Позже в ходе плановых ремонтов 4 АПЛ первой серии были перевооружены на «Трайдент II D5», а ещё 4 переоборудованы в носители крылатых ракет «Томагавк». Энергетические установки этих ПЛАРБ созданы на основе реактора S8G восьмого поколения реакторов, имеющего по сравнению со своими предшественниками вдвое большую мощность. В обычном режиме работы, как и на АПЛ предыдущих поколений, две работающие турбины мощностью 35000 л. с. через редуктор вращают линию вала с гребным винтом, обеспечивая лодке подводную скорость 20-25 узлов. Но в малошумном режиме работы циркуляционные насосы первого контура останавливаются, реактор переводится на естественную циркуляцию, останавливаются турбины и редуктор и разобщаются от линии вала специальной муфтой. В работе остаются два турбогенератора мощностью по 4000 кВт, электроэнергия которых, пройдя через выпрямительный преобразователь, подаётся на гребной электродвигатель, вращающий линию вала. В этом режиме обеспечиваются скорости хода, достаточные для осуществления патрулирования. Такая же схема энергоустановки применяется на АПЛ четвёртого поколения.

### СССР
Качественно новые технологии потребовали переоборудования производственных предприятий. Севмашпредприятие превратилось в крупнейший в мире судостроительный комплекс. В Горьком был построен новый производственный комплекс, освоен полный цикл работы с титановыми сплавами как материалом для корпусов.
Основное внимание при строительстве АПЛ третьего поколения уделялось снижению шумности, совершенствованию средств обнаружения и вооружения. Подводные лодки оснащались блочными паропроизводящими установками ОК-650 с реакторами мощностью 190 МВт (одна из модификаций 180 МВт). Эти мощные энергоустановки позволяли развивать скорость подводного хода от 25 до 35 узлов (в зависимости от проекта АПЛ). Паротурбинные установки так же стали изготовляться по блочному принципу, что способствовало повышению их надёжности и дальнейшему снижению шумности. Системы автоматики были унифицированы для всех АПЛ третьего поколения. В состав электро-энергетических систем, сохранивших конфигурацию второго поколения, добавилось много полупроводниковых преобразователей, практически бесшумных в сравнении с электромеханическими преобразователями. Значительно улучшились обитаемость ПЛ и условия размещения личного состава. На всех АПЛ были установлены всплывающие спасательные камеры, способные обеспечить одновременную эвакуацию с аварийной подводной лодки всего экипажа. (Экипаж — самая дорогостоящая подсистема АПЛ и любого другого корабля)
В 1981—1989 годах в строй вступили Подводные лодки проекта 941 «Акула», классифицируемые как тяжёлые ракетные подводные крейсера стратегического назначения — крупнейшие подводные корабли в мире. Каждый из 6 этих подводных ракетоносцев нёс по 20 трёхступенчатых твердотопливных баллистических ракет (самых больших за всю историю подводного флота), стрельба которыми могла производиться как из надводного, так и из подводного положения (рабочая глубина пуска ракет до 55 м). Эти ПЛ имели уникальную многокорпусную конструкцию. Два основных прочных корпуса (каждый со своей одновальной энергоустановкой) располагались параллельно друг другу по принципу катамарана и соединялись тремя переходными модулями: в носу торпедным отсеком, в средней части центральным постом, в кормовой части механическим отсеком. В пространстве между основными прочными корпусами в нос от центрального поста располагались 20 ракетных шахт. Все эти конструкции объединялись одним лёгким корпусом, сделанным из стали. Прочные же корпуса изготавливались из титана. Прочность лёгкого корпуса и ограждения рубки позволяла проламывать арктический лёд толщиной до 2,5 м. Часто к третьему поколению причисляют Подводные лодки проекта 667БДРМ «Дельфин» (7 единиц, вступивших в строй в 1984—1990 годах), особенно после перевооружения этих РПКСН новыми ракетами Р-29РМУ2, превосходящими по ряду показателей ракеты UGM-133A Трайдент II (D5), строящие на вооружении АПЛ третьего поколения США и Великобритании. Кроме того, эти РПКСН имеют низкую шумность и весьма совершенное электронное вооружение. Однако по всем остальным показателям «Дельфины» соответствуют второму поколению. Поэтому корректнее относить их вместе с многоцелевыми АПЛ проекта 671РТМ(К) к переходному между вторым и третьим поколению (поколению 2++). «Акулы» также знамениты самой лучшей обитаемостью из всех подлодок 3-го поколения. К тому же при своих гигантских размерах «Акулы» были одними из самых малошумных среди АПЛ 3-го поколения.
В 1980—1981 годах в строй вступили две Подводные лодки проекта 949 «Гранит», а в 1986—1996 годах — 11 ПЛАРК улучшенного проекта 949А «Антей». Все они несли по 24 противокорабельных крылатых ракеты «Гранит», что в случае войны должно было обеспечить уничтожение авианосного соединения силами одной подводной лодки. Эти ПЛ были двухкорпусной конструкции с корпусами из маломагнитной стали, имели по два реактора и две линии вала. Подводные лодки этого проекта стали последними представителями узкоспециализированного класса «противоавианосных» ПЛ с крылатыми ракетами. В дальнейшем как класс ПЛАРК слились с многоцелевыми ПЛ.
Все советские многоцелевые АПЛ третьего поколения являются двухкорпусными одновальными подводными лодками: 1 проекта 685 «Плавник» (вступила в строй в 1983 году, имела рабочую глубину погружения 1000 м благодаря тому, что прочный и лёгкий корпуса были изготовлены из титана), 2 Подводные лодки проекта 945 «Барракуда» (вступили в строй в 1984—1987 годах, имеют прочные корпуса из титана), 2 Подводные лодки проекта 945А «Кондор» (вступили в строй до 1993 года, имеют прочные корпуса из титана); 15 подводных лодок проекта 971 «Щука-Б» (вступили в строй в 1984—2004 годах, имеют корпуса из маломагнитной стали). По скрытности эти подводные лодки не только значительно превосходят АПЛ второго поколения, но вполне сопоставимы с американскими АПЛ четвёртого поколения.
К третьему поколению неатомных подводных лодок, построенных в СССР/России относятся многоцелевые дизель-электрические Подводные лодки проекта 877 «Палтус»/636 «Варшавянка» с последующими модификациями. Строительство этих ПЛ было начато в 1982 году и продолжается в настоящее время. 24 ПЛ построены для ВМФ СССР и 29 на экспорт. Эти ПЛ также двухкорпусной конструкции с оптимизацией обводов корпуса для подводного хода. Их одновальные энергетические установки реализуют принцип полного электродвижения, что вместе с принятием ряда других мер значительно сделало их самыми малошумными. Самой «тихой» ПЛ стала Б-871 «Алроса» проекта 877В, у которой гребной винт был заменён водомётным движителем. За малошумность эта лодка, а вместе с ней и вся серия, получила на Западе прозвище «Чёрная дыра». Дальнейшим развитием проекта являются Подводные лодки проекта 677 «Лада»/«Амур». Эти лодки несколько компактнее своих предшественниц, имеют однокорпусную архитектуру корпуса, что позволило сделать их ещё менее шумными. Энергоустановки так же одновальные, реализующие принцип полного электродвижения. Главный гребной двигатель выполнен на постоянных магнитах. Предусмотрена возможность дополнения энергоустановки перспективной воздухонезависимой установкой на топливных элементах, из-за которой, возможно, ПЛ этого проекта будут перейдут в четвёртое поколение. Также пока неясно, к какому поколению (третьему, четвёртому или переходному между ними) следует отнести опытовую подводную лодку Б-90 «Саров» проекта 20120, вошедшую в строй в 2008 году и по сути являющуюся опытовым кораблём.

### Подводные лодки III поколения
- тип «Лос-Анджелес»
- тип «Огайо»
- проект 971
- проект 685

## Четвёртое поколение
Многоцелевые АПЛ четвёртого поколения более «тихие» (по сравнению с АПЛ третьего поколения), что достигается размещением гребных винтов в кольцевых насадках или использование водомётных двигательных установок, использованием звукопоглощающих покрытий нового типа и рядом других мер.

### США
Американские ПЛ четвёртого поколения представлены многоцелевыми АПЛ проектов «Сивулф» (3 единицы введены в строй в 1997—2004 годах, проект закрыт) и «Вирджиния» (19 единиц введены в строй в 2004—2020 годах; всего планируется построить до 30 ПЛ этого типа). Их энергоустановки, имеющие традиционную для американских АПЛ компоновку (1 реактор типа S6W, 2 турбины, 1 линия вала), позволяют развивать максимальную скорость подводного хода 34—35 узлов.
Также ведётся проектирование ПЛАРБ нового проекта (типа «Колумбия»), на замену ПЛАРБ «Огайо».

### СССР и Россия
Проектирование подводных лодок четвёртого поколения было начато ещё в 1977 г. При этом подводные лодки классов ПЛАТ, МПЛАТРК и ПЛАРК должны были быть заменены многоцелевыми подводными лодками (во всяком случае специализированные АПЛ если и понадобятся, то в сравнительно малом количестве). 
ПЛ «Марс» практически соответствовала требованиям, предъявляемым к лодкам 4-го поколения, но в связи с развалом СССР работы были приостановлены (строительство К-123 «Марс» не было завершено) и первые проекты появились только через десятилетие.
В 1993 году был заложен «Северодвинск», головной корабль проекта 855 «Ясень», а в 1996 — ракетный подводный крейсер стратегического назначения (РПКСН) «Юрий Долгорукий» проекта 955 «Борей». 
Однако, вследствие экономического кризиса финансирование было сокращено, что привело к сильной задержке строительства. Только после 2003—2005 гг. увеличение объёма финансирования до должного уровня позволило возобновить строительство. 
Оба проекта переделывались с учётом изменения вооружения и оборудования, в том числе вследствие технологического прогресса. При строительстве корпуса ПЛ проекта 955 были задействованы имевшиеся заделы корпусных конструкций ПЛ проектов 971 и 949А.
Корпуса АПЛ четвёртого поколения выполнены из маломагнитной стали и обеспечивают рабочую глубину погружения до 400 м. ПЛ проекта 955 имеют двухкорпусную конструкцию, а проекта 885 — «полуторакорпусную», то есть лёгкий корпус имеется лишь в носовой и кормовой части ПЛ, а со 2-го по 4-й отсек его нет.
Характерной чертой российских АПЛ 4-го поколения должна была стать энергетическая установка (ЭУ) нового типа. Специально для новых проектов в конце 80-х гг была разработана новая водо-водяная паропроизводящая установка (ППУ) КТП-6-85 с реактором КТП-6-185СП (иногда встречается ошибочное наименование КПМ) тепловой мощностью порядка 200 МВт с производством в ОКБ Машиностроения им. И. И. Африкантова. Отличительной особенностью нового типа реактора стало т. н. интегральное моноблочное исполнение при котором сам реактор и его первый контур охлаждения монтируются в едином корпусе. Такое решение позволяет исключить из конструкции ППУ крупные трубопроводы (их максимальный диаметр уменьшен с 675 у ОК-650, до 40 мм для присоединительных т/п у КТП-6) и, тем самым, облегчает естественную циркуляцию (ЕЦ) теплоносителя на всех режимах работы реактора. Последнее является одним из факторов малошумности всей лодки, исключая необходимость в постоянной работе циркуляционных насосов и сокращая на порядок энергопотребление реактора на собственные нужды (более высокий общий КПД). Подобная ППУ намного компактнее ППУ предыдущего поколения, более проста в эксплуатации и более безопасна и надёжна. В то же время, интеграция всех систем и узлов реактора в едином корпусе негативно сказывается на ремонтопригодности установки ввиду их низкой доступности. Потому перед разработчиками реакторов 4-го поколения была поставлена задача обеспечить их безремонтный срок службы в течение всего жизненного цикла лодки. Активная зона реактора построена так, что её перезарядка необходима вдвое реже, чем в реакторах лодок 3-го поколения. В качестве главных движителей на ПЛ проекта 955 используется водомётный движитель, а на ПЛ проекта 885 винт фиксированного шага, который вращается главной турбиной только на больших скоростях подводного хода, — в режиме малошумного хода винт вращается гребным электродвигателем, а главный турбозубчатый агрегат отсоединяется от линии вала специальной муфтой и останавливается. Этим, а также принятием ряда других конструктивных мер обеспечивается значительное снижение шумности (по некоторым оценкам в 5 раз в сравнению с АПЛ 3-го поколения).
Конструктивные решения для ППУ нового поколения были опробованы на наземном исследовательском стенде КВ-2 (не путать с одноимённым танком) с опытовыми реакторами ТМ-4 и КТМ-6 в Сосновом Бору (тема «Каньон-С.1»), а в 1996 году реактор был официально допущен к серийному производству. Одной из важнейших особенностей этого реактора считается новый прямоточный «прямотрубный» ПГ с двусторонним обогревом ПВ со стороны 1К. Однако на головной АПЛ 885-го проекта этот реактор так и не появился. Сложности, связанные с производством блочной паротурбинной установки для него привели к тому, что в процессе перепроектирования лодки «Северодвинск» она получила блочную ППУ ОК-650В с реактором ВМ-11 предыдущего поколения с тепловой мощностью 190 МВт, что в значительной мере сократило боевой потенциал субмарины даже несмотря на весь ряд остальных принятых на ней решений по снижению шумности главной энергетической установки. При этом, вторая лодка серии, по всей видимости, получит изначально запланированный для 885-го проекта реактор КТП-6 с соответствующим энергооборудованием.
Известно, что в настоящий момент в ОКБМ им. И. И. Африкантова ведётся разработка нового типа реактора под обозначением КТП-7И (ОКР «Феникс»). Не исключено, что он предназначен для установки на более поздних серийных лодках проекта 885М, причём, существуют два возможных принципиальных варианта для этой установки. По одной версии, речь идёт о дальнейшем эволюционном развитии моноблочных реакторов с доведением срока службы активной зоны до 30 лет и более, что позволит их использование без перезарядки в течение всего жизненного цикла АПЛ. По этому пути, например, идут все зарубежные разработчики подобной техники. По другой версии, новая установка может быть основана на принципе перегрева пара непосредственно в активной зоне (разновидность т. н. «кипящего» реактора) и призвана заменить сегодняшние водо-водяные реакторы. В этом случае, если удастся решить ряд конструктивных проблем, связанных с разработкой подобной ППУ, в частности, с обеспечением радиационной безопасности, то заказчик получит одноконтурный реактор с ещё большим КПД, при том ещё более компактный в сравнении с реакторами предыдущих проектов. Однако, как предполагается, эта технология перспективна уже для 5-го поколения АПЛ.
На каждой АПЛ установлена всплывающая спасательная камера, обеспечивающая при необходимости одновременную эвакуацию всего экипажа с аварийной ПЛ.
- РПКСН проекта 955 (начиная с четвёртого корпуса эти подлодки будут строиться по усовершенствованному проекту 955А) имеют на вооружении по 16 твердотопливных баллистических ракет «Булава». Первоначально предполагалось, что они будут нести по 20 ракет, но в 2013 году это решение было пересмотрено и число ракет оставлено прежним.  
 Кроме того, эти ПЛ имеют по 6 торпедных аппаратов калибра 533 мм. 
 Всего запланировано строительство 10 кораблей (3 «Борей» и 7 «Борей-А»), на декабрь 2021 года построено 5 кораблей (5 в составе флота); 5 корабля строятся, по модернизированному проекту 955А «Борей-А».
- Многоцелевые АПЛ проекта 885 имеют на вооружении 10 торпедных аппаратов калибра 533 мм, размещённых в средней части корпуса, и 8 вертикальных шахт для запуска крылатых ракет (по 4 ракеты в шахте) нескольких типов. 
 Головная АПЛ проекта 885 «Ясень» — «Северодвинск» вошла в состав флота в 2011 году[7], вторая, «Новосибирск», — в 2020 г.; ещё четыре строятся по проекту 885М (всего намечается построить 8 ед. «Ясень-М»).

### Подводные лодки IV поколения
- тип «Сивулф»
- тип «Вирджиния»
- проект 885
- проект 955

## Пятое поколение

### Россия
Разрабатывается, в двух вариантах, атомная подводная лодка проекта «Хаски»; 
озвучена работа над проектом 545 шифр «Лайка-ВМФ», развитием проекта «Хаски».
18 марта 2014 года, гендиректор ЦКБ «Рубин» Игорь Вильнит сообщил о том, что «Рубин» приступил к эскизному проектированию подводных лодок 5-го поколения как атомных, так и неатомных. 
Ранее главком ВМФ России Виктор Чирков говорил о том, что серийный выпуск подводных лодок 5-го поколения начнётся в России после 2030 года.
В августе 2016 года, гендиректор КБ «Малахит» Владимир Дорофеев указал более близкую перспективу — 2020 год.
В декабре 2017 года глава ОСК Алексей Рахманов сообщил, что проектирование завершится не ранее 2023 года, 
получать же АПЛ пятого поколения, как ранее сообщил заместитель главкома по вооружению Виктор Бурсук, ВМФ России начнёт в районе 2030-х годов.
Также, разрабатывается неатомные подводные лодки пятого поколения «Калина» и существует концепт-проект перспективной подлодки стратегического назначения для действий в Арктике «Арктур».